# العلاقات البحرينية الإسبانية
العلاقات البحرينية الإسبانية هي العلاقات الثنائية التي تجمع بين البحرين وإسبانيا.

## مقارنة بين البلدين
هذه مقارنة عامة ومرجعية للدولتين:
| وجه المقارنة                                              | البحرين       | إسبانيا                                                                             |
| --------------------------------------------------------- | ------------- | ----------------------------------------------------------------------------------- |
| المساحة (كم2)                                             | 765           | 505.99 ألف                                                                          |
| عدد السكان (نسمة)                                         | 1.49 مليون    | 46.73 مليون                                                                         |
| الكثافة السكانية (ن./كم²)                                 | 194.77 ألف    | 92.35                                                                               |
| العاصمة                                                   | المنامة       | مدريد                                                                               |
| اللغة الرسمية                                             | اللغة العربية | اللغة الإسبانية، اللغة الغاليسية، لغة بشكنشية، اللغة الكتالونية، اللغة الأوكسيتانية |
| العملة                                                    | دينار بحريني  | يورو، بيزيتا إسبانية                                                                |
| الناتج المحلي الإجمالي (بليون دولار)                      | 35.31 مليار   | 1.31 تريليون                                                                        |
| الناتج المحلي الإجمالي (تعادل القوة الشرائية) بليون دولار | 64.16 مليار   | 1.77 تريليون                                                                        |
| الناتج المحلي الإجمالي الاسمي للفرد دولار أمريكي          | 22.60 ألف     | 28.16 ألف                                                                           |
| الناتج المحلي الإجمالي للفرد دولار أمريكي                 | 45.50 ألف     | 38.00 ألف                                                                           |
| مؤشر التنمية البشرية                                      | 0.824         | 0.876                                                                               |
| رمز المكالمات الدولي                                      | +973          | +34                                                                                 |
| رمز الإنترنت                                              | .bh           | .es                                                                                 |
| المنطقة الزمنية                                           | ت ع م+03:00   | ت ع م+01:00، ت ع م+02:00                                                            |

## منظمات دولية مشتركة
يشترك البلدان في عضوية مجموعة من المنظمات الدولية، منها:
| علم المنظمة | اسم المنظمة                               | تاريخ انضمام البحرين | تاريخ انضمام إسبانيا |
| ----------- | ----------------------------------------- | -------------------- | -------------------- |
|             | يونسكو                                    | 18 يناير 1972        | 30 يناير 1953        |
|             | وكالة ضمان الاستثمار متعدد الأطراف        | 12 أبريل 1988        | 29 أبريل 1988        |
|             | الأمم المتحدة                             | 21 سبتمبر 1971       | 14 ديسمبر 1955       |
|             | الفريق المعني برصد الأرض                  | ?                    | ?                    |
|             | الاتحاد البريدي العالمي                   | ?                    | ?                    |
|             | البنك الدولي للإنشاء والتعمير             | 15 سبتمبر 1972       | 15 سبتمبر 1958       |
|             | المنظمة الهيدروغرافية الدولية             | ?                    | ?                    |
|             | الاتحاد الدولي للاتصالات                  | 1975                 | 1866                 |
|             | منظمة حظر الأسلحة الكيميائية              | ?                    | ?                    |
|             | مؤسسة التمويل الدولية                     | 22 سبتمبر 1995       | 24 مارس 1960         |
|             | المركز الدولي لتسوية المنازعات الاستشارية | 15 مارس 1996         | 17 سبتمبر 1994       |
|             | منظمة التجارة العالمية                    | ?                    | ?                    |
|             | منظمة الشرطة الجنائية الدولية             | ?                    | ?                    |

## وصلات خارجية
- موقع وزارة الخارجية البحرينية
- موقع وزارة الخارجية الإسبانية